# Hawker Siddeley Nimrod
HS.801 «Нимрод» — британский турбореактивный многоцелевой самолёт, разработанный компанией «Hawker Siddeley» (позже часть British Aerospace, ныне «BAE Systems»).

## История создания
Был разработан на базе пассажирского самолёта «Комета-4С» и пришёл на смену патрульной машине Авро «Шеклтон». Проектирование началось в 1964 году, когда два не проданных авиалайнера «Комета» 4C были оборудованы ДМА, носовым поисковым радаром и аппаратурой РЭБ. В нижней части фюзеляжа появился негерметичный бомбовый отсек длиной 14,78 м, а в качестве силовой установки были использованы двигатели «Спей» Mk 250. Первый полёт самолёт совершил 23 мая 1967 года, а уже в октябре 1969 года поступил заказ на 46 машин «Нимрод» MR.Mk 1 для укомплектования 5 эскадрилий. Семь самолётов претерпели значительные изменения. Этот вариант обозначение AEW.Mk 3. На нём, в двух огромных обтекателях по обеим концам фюзеляжа, установили РЛС «Маркони», но по причине проявившихся недостатков в 1986 году эти самолёты сняли с вооружения.

## Конструкция
В ходе перепроектирования пассажирского лайнера носовую часть укоротили на 1,98 м. Кабина имеет большую площадь остекления, в то же время количество иллюминаторов сокращено. На киле имеется развитый форкиль и наплыв с антеннами аппаратуры РЭБ. В корме установлен штыревой датчик магнитометра. Фюзеляж разделён на четыре отсека: кабина лётчиков (и бортинженера), кабина операторов (а также штурмана, прожекториста, радиста), бытовой отсек с камбузом, негерметичный отсек вооружения в наплыве под фюзеляжем. Оборудование самолёта сведено в комплекс под управлением БЦВМ. В качестве вооружения самолёт может принять свободнопадающие бомбы или бомбовые кассеты, противокорабельные ракеты, противолодочные бомбы, радиогидробуи как английского, так и американского производства. Самолёты MR.Mk2 были оборудованы системой дозаправки в воздухе.

## Модификации
- MR.Mk 2

С 1975 года 35 оставшихся MR.Mk 1 прошли процесс модернизации и стали обозначаться MR.Mk 2. Их центральная тактическая система имеет в своей основе новую цифровую ЭВМ и три автономных процессора для навигационных систем, РЛС обнаружения подводных целей и новое коммуникационное оборудование. Во время военного конфликта между Аргентиной и Британией в 1982 году «Нимроды» оборудовали пилонами для подвески вооружения (MR.Mk 2P). В настоящее время все самолёты этого типа оснащены устройством для разбрасывания диполей BOZ 100.
- R.Mk 1

Три «Нимрода» R.Mk 1 были заказаны в качестве противолодочных самолётов для несения службы в составе 51-й эскадрильи. От разведывательных «Нимродов» они отличаются отсутствием хвостового датчика магнитных аномалий и поискового прожектора. Вместо них вариант R.Mk 1 оборудован двумя дополнительными контейнерами для дипольных отражателей в носовой и хвостовой частях фюзеляжа. После установки заправочной штанги обозначение самолёта сменилось на «Нимрод» R.Mk 1P. Для улучшения навигационных характеристик на нём установлена инерциальная навигационная система, а в носовой части фюзеляжа — метеорологический радар.

## Лётно-технические характеристики
Приведенные характеристики соответствуют модификации MR Mk.1.
Источник данных: Jane's, 1975.

Технические характеристики
- Экипаж: 12 человек
- Длина: 38,63 м
- Размах крыла: 35,0 м
- Высота: 9,08 м
- Площадь крыла: 197,0 м²
- Коэффициент удлинения крыла: 6,2
- База шасси: 14,24 м
- Колея шасси: 8,6 м
- Масса пустого: 39 000 кг
- Нормальная взлётная масса: 80 510 кг
- Максимальная взлётная масса: 87 090 кг
- Нормальная посадочная масса: 54 430 кг
- Масса топлива во внутренних баках: 38 940 кг
- Объём топливных баков: 48 780 л
- Силовая установка: 4 × ТРДД Rolls-Royce RB.168-20 Sprey Mk 250
- Тяга: 4 × 54,0 кН (5506 кгс)

Лётные характеристики
- Максимальная скорость: 926 км/ч
- Крейсерская скорость: 787 км/ч
- Скорость патрулирования: 370 км/ч
- Перегоночная дальность: 8340-9265 км
- Продолжительность полёта: 12 ч
- Практический потолок: 12 800 м
- Длина разбега: 1463 м (при нормальной взлётной массе)
- Длина пробега: 1615 м (при нормальной посадочной массе)

Вооружение
- Точки подвески: 2 под крылом и бомбоотсек
- Боевая нагрузка: 6120 кг
- Управляемые ракеты:  
  - ракеты «воздух-земля»: 4 × AS.12 или AS.37 Martel или AGM-84 (MR Mk2) под крылом
  - ракеты «воздух-воздух»: 2 × AIM-9 (подвешивались только на самолёты MR Mk2 во время Фолклендской войны)
- Бомбы: глубинные, включая ядерные

## Боевое применение
Использовался в Контртеррористической операции в Афганистане, где 2 сентября 2006 года был потерян самолёт Nimrod MR2 (помимо него было потеряно ещё 4 машины с 1980 по 2006 года).
28 июня 2011 года был совершён последний полёт «Нимрода» в составе ВВС Великобритании и этот тип снят с эксплуатации в связи с началом совместной с США программы по использованию самолётов радиоэлектронной разведки Boeing RC-135W. В 2014 году Великобритания планирует принять на вооружение собственные три RC-135.
2015: Существует мнение, что отказ от использования самолёта привёл к трудностям с отслеживанием российских подводных лодок, предположительно находящихся вблизи берегов Шотландии. Из-за отсутствия собственных патрульных самолётов британское министерство обороны было вынуждено обратиться за помощью к командованию ВМС США .

## Аварии и катастрофы
По состоянию на 17 июля 2020 года было потеряно 5 самолётов. При этом погибли 23 человека.
| Дата       | Бортовой номер | Место              | Жертвы | Краткое описание |
| ---------- | -------------- | ------------------ | ------ | --- |
| 17.11.1980 | XV256          | Форрес             | 2/20   | Вскоре после взлёта столкнулся со стаей птиц, потерял тягу и разбился.                                                                                                  |
| 03.06.1984 | XV257          | около Лендс-Энд    | 0/13   | Пожар в воздухе. Совершил успешную посадку. |
| 16.05.1995 | XW666          | 7 км от Лоссимута  | 0/7    | Загорелся в воздухе. Самолёт начал разваливаться в воздухе, поэтому пилот принял решение о посадке на воду. Во время приводнения самолёт разломился на части и затонул. |
| 02.09.1995 | XV239          | Торонто            | 7/7    | Разбился из-за ошибок экипажа. |
| 02.09.2006 | XV230          | 20 км от Кандагара | 13/13  | Пожар на борту. Разрушился в воздухе. |